# Electronic Meditation
Electronic Meditation – debiutancki album zespołu Tangerine Dream, wydany w czerwcu 1970. 
Pierwszy album Tangerine Dream, Electronic Meditation, był kolażem dźwiękowym, w którym wykorzystano dostępne ówcześnie środki techniczne – nie było wśród nich syntezatorów, późniejszego podstawowego elementu instrumentarium zespołu. Album jest zapisem współpracy Edgara Froesego, Klausa Schulzego i Conrada Schnitzlera. Został wydany w 1970 roku przez wytwórnię Ohr i zapoczątkował tzw. "okres różowy" ("Pink Years"; logo wytwórni miało formę różowego ucha).

## Lista utworów
Wszystkie utwory napisane przez Tangerine Dream.
| 1. | "Genesis"                         | 5:57  |
|    |                                   |       |
| 2. | "Journey Through a Burning Brain" | 12:26 |
|    |                                   |       |
| 3. | "Cold Smoke"                      | 10:38 |
|    |                                   |       |
| 4. | "Ashes to Ashes"                  | 4:06  |
|    |                                   |       |
| 5. | "Resurrection"                    | 3:27  |
|    |                                   |       |
|    |                                   | 36:34 |
|    |                                   |       |

## Skład zespołu
- Edgar Froese – gitara, instrumenty klawiszowe, fortepian, efekty dźwiękowe
- Conrad Schnitzler – wiolonczela, skrzypce, maszyna do pisania
- Klaus Schulze – perkusja, instrumenty perkusyjne